# La historia de tu vida
La historia de tu vida (en inglés: Story of Your Life) es una novela corta de ciencia ficción escrita por Ted Chiang y publicada en noviembre de 1998. En el año 1999, la obra ganó tanto el premio Nébula a la mejor novela corta como el premio Theodore Sturgeon Memorial. Los temas más importantes explorados en la historia son el determinismo, el lenguaje y la hipótesis de Sapir-Whorf, fundamental para el relativismo lingüístico. En el año 2016, la novela fue adaptada para la película La llegada del director canadiense Denis Villeneuve.

## Argumento
La historia está narrada por la Dra. Louise Banks, quien se dedica a la lingüística. Después de que una raza de extraterrestres, conocidos como heptápodos (debido a su apariencia simétrica con siete extremidades), inician un primer contacto con la humanidad, las fuerzas militares contratan a Banks para descubrir su idioma y poder comunicarse con ellos. La historia se centra en Banks y su relación con Gary Donnelly, otro académico que trabaja para los militares e intenta obtener conocimientos de física de los alienígenas.
Los heptápodos tienen dos formas distintas de lenguaje. Heptápodo A es su lenguaje oral, que se describe como un idioma con un orden libre de palabras y muchos niveles de cláusulas una dentro de la otra. Comprender Heptápodo B, el lenguaje escrito de los extraterrestres, es crucial en la historia. A diferencia de su equivalente oral, Heptápodo B tiene una estructura tan compleja que un único símbolo semántico no puede ser excluido sin cambiar el sentido entero de una oración.
Al escribir en Heptápodo B, el alienígena sabe cómo terminará la frase. Este fenómeno de su escritura se explica a través del entendimiento de los heptápodos de las matemáticas y el principio de Fermat del menor tiempo. El conocimiento de la escritura de los heptápodos por parte de Banks afecta la manera en que percibe el tiempo y le sugiere un universo determinista en el que el libre albedrío se ejerce al no afectar el resultado de los eventos.
Una narración enmarcada, escrita en tiempo presente, indica que la historia se cuenta al momento del nacimiento de la hija de Banks. Las secciones que describen la vida de la hija (desde su nacimiento hasta su muerte y más allá) se narran como recuerdos de Banks, que no obstante están escritos en tiempo futuro, ya que el conocimiento de Heptápodo B permite a Banks conocer la vida entera de su hija incluso antes de que ella acepte concebirla. Mientras la historia avanza, Banks y Donnelly se vuelven cada vez más cercanos, hasta que se revela que Donnelly será el padre de la niña.

## Premios
- Ganadora del premio Nébula a la mejor novela corta de 1999
- Ganadora del premio Theodore Sturgeon Memorial de 1999
- Nominada para el premio James Tiptree, Jr. de 1999
- Posicionada 10.º en la encuesta Locus de mejor novela corta de 1999
- Nominada como mejor novela corta para los premios Hugo de 1999
- Nominada como mejor novela corta para los premios HOMer de 1999